# Glux-en-Glenne
Glux-en-Glenne település Franciaországban, Nièvre megyében. Lakosainak száma 87 fő (2022. január 1.). Glux-en-Glenne Arleuf, Fâchin, Larochemillay, Saint-Léger-sous-Beuvray, Saint-Prix és Villapourçon községekkel határos.

## Népesség
A település népességének változása:
| Lakosok száma | 103  | 97   | 94   | 93   | 92   | 91   | 90   | 88   | 87   |
|               | 2013 | 2015 | 2016 | 2017 | 2018 | 2019 | 2020 | 2021 | 2022 |